# 佐藤あいり (雀士)
佐藤 あいり（さとう あいり、2月29日 - ）は、競技麻雀のプロ雀士である。青森県出身、現在は愛知県在住。日本プロ麻雀連盟 中部本部所属、第25期生、2022年現在、同団体内での段位は四段。

## 略歴
- 2009年　25期生としてプロデビュー。日本プロ麻雀連盟中部本部に所属する。
- 2009年　第4期女流桜花でBリーグ3位に入賞。Aリーグ昇級。
- 2009年　第14期中部プロリーグでCリーグ3位に入賞。中部プロリーグBリーグ昇級。
- 2010年　「第10回ロン2リアル大会」でプロ部門・1位。総合・準優勝。
- 2010年　第5期女流桜花でAリーグ19位。Bリーグ降級。
- 2010年　第16期中部プロリーグでBリーグ優勝。Aリーグ再昇級。
- 2013年　第21期中部プロリーグ準優勝。
- 2014年　第12期プロクイーンベスト16。
- 2014年　第22回静岡リーグ第三位。
- 2015年　6月より中日スポーツ・トーチュウにて何切る問題を連載開始。
- 2016年　第26期中部プロリーグ第三位。
- 2016年　夕刊フジ杯争奪麻雀女王決定戦　チーム戦優勝（雀サクッチーム）
- 2017年　第27期中部プロリーグ準優勝

## 人物
- 愛称は「あいり氏」。和服を好むことから「女将」と呼ばれることも。
- キャッチフレーズは「フォーチュンミストレス」
- 愛知淑徳中学校・高等学校[3]、大東文化大学国際関係学部[4]出身。
- 中部地区でナレーター、司会としても活動中。その経験を活かし、麻雀大会や配信で司会進行を担うことも。
- 2010年まで「でちゃう!ガールズ」として活動。
- 『小島武夫の千里眼麻雀』（テレビ愛知、2011年1月10日 - ）にアシスタントとして出演。
- 学生時代、『中学生日記』(NHK)に出演。主役経験有。[3]。
- 趣味の一つとしてコスプレがあるが、夕刊フジ杯争奪麻雀女王決定戦の配信でも見ることが出来る。また中日スポーツに「世界コスプレサミット2015」の参加写真が記事として掲載された。
- パソコンやインターネット、ガジェット関連の知識は麻雀界屈指である。
- 長文かつ、マニアックな内容のブログが人気を集めており、コメント数は麻雀界屈指であった。（現在はコメントが出来ない状態にある）
- 「夕刊フジ杯争奪麻雀女王決定戦」では司会進行を担当するも、麻雀内容については解説の望月雅継より毎回厳しい指摘、指導を受けている。
- 2015年6月より、中日スポーツ・トーチュウにて何切る問題を連載開始。3、6、9、12月の三ヶ月に一度掲載。
- 日本プロ麻雀連盟 中部本部のオリジナルグッズ作成を担当している。ボールペン、カレンダー、写真集など多岐に渡る。
- カメラ撮影が趣味であり、カレンダー撮影や大会やでの撮影を担当している。
- 猫を三匹飼育する愛猫家。全頭保護猫であり、SNSにしばしば登場する。

## 出演
- 『中学生日記』（NHK）
- 『小島武夫の千里眼麻雀』（テレビ愛知）